# 刺刺牡蛎
是牡蠣目牡蛎科巨牡蛎属的一种。主要分布于中国大陆、台湾，常栖息在潮间带中潮区至水深5米。